# Aidyn Ibraguimov
Aidyn Ibraguimov (Ganja, Azerbaiyán, Unión Soviética, 17 de septiembre de 1938-Bakú, 2 de septiembre de 2021) fue un deportista soviético especialista en lucha libre olímpica donde llegó a ser medallista de bronce olímpico en Tokio 1964.

## Carrera deportiva
En los Juegos Olímpicos de 1964 celebrados en Tokio ganó la medalla de bronce en lucha libre olímpica estilo peso gallo, tras el luchador japonés Yojiro Uetake (oro) y el turco Hüseyin Akbas (plata).